# District de Horoizumi

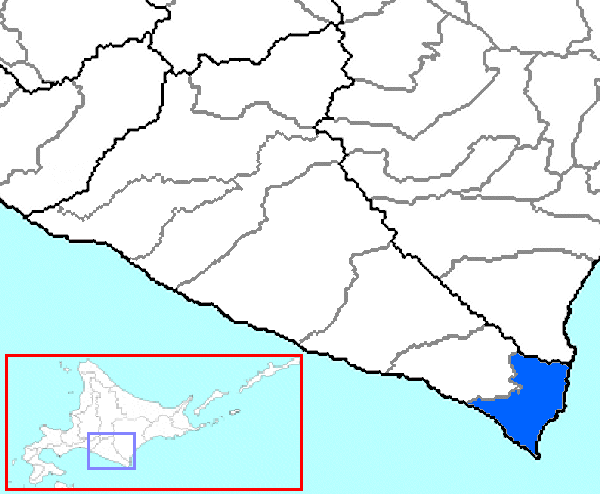
District de Horoizumi, sous-préfecture de Hidaka.

Le district de Horoizumi (幌泉郡, Horoizumi-gun) est un district de la sous-préfecture de Hidaka au Japon.
Au 31 mars 2015, la population de ce district s'élevait à 5 082 habitants répartis sur une superficie de 284 km2.

## Bourg
- Erimo